# Alsóvisnyó
Alsóvisnyó (szlovákul Višňové) falu Szlovákiában, a Trencséni kerületben, a Vágújhelyi járásban.

## Fekvése
Vágújhelytől 10 km-re délnyugatra fekszik.

## Története
A falut 1392 óta Bysnew, 1436-tól Wisnyowe, 1773-tól Visnove, magyarul Visnyó, Alsóvisnyó néven említik.
A falu a csejtei birtokhoz, később a Stibor, Országh családokhoz, 1695-ben az Erdődyekhez, a 18. században pedig a Forgáchokhoz tartozott. 1715-ben szőlőültetvényei, malomja és 21 háztartása volt, 1753-ban 64 jobbágycsaládja, 1787-ben 58 háza és 403 lakosa, 1828-ban 63 háza és 439 lakosa volt. Mezőgazdasággal, napszámos munkássággal és szarvasmarha-tenyésztéssel foglalkoztak. 1855 óta a Breuner és Springer családnak voltak itt birtokai. A trianoni békeszerződésig Nyitra vármegye Miavai járásához tartozott.
Az első Csehszlovákia idején a lakosok szalmából készült kosarak házi készítésével, valamint len- és kenderszövéssel is foglalkoztak. 1925-ben megalakult a Csehszlovák Kommunista Párt helyi csoportja. Az úgynevezett szlovák állam idején sem a Kommunista Párt, sem a Csehszlovák Kommunista Párt nem működött a faluban.

## Népessége
| Év:            | 1994. | 2004. | 2014.    | 2024.   |
| -------------- | ----- | ----- | -------- | ------- |
| Emberek száma: | 200   | 196   | 171      | 161     |
| Eltérés:       |       | -2 %  | -12,75 % | -5,84 % |

| Év:            | 2023. | 2024.   |
| -------------- | ----- | ------- |
| Emberek száma: | 162   | 161     |
| Eltérés:       |       | -0,61 % |

1910-ben 334, túlnyomórészt szlovák anyanyelvű lakosa volt.
2001-ben 187 lakosából 185 szlovák volt.
2011-ben 178 lakosából 174 szlovák volt.